# 雷德菲爾德 (愛荷華州)
雷德菲爾德（英語：Redfield）是一個位於美國愛荷華州達拉斯縣的城市。

## 地理
雷德菲爾德的座標為41°35′28″N 94°11′43″W / 41.59111°N 94.19528°W，而該地的平均海拔高度為295米（即968英尺）。

## 人口
根據2010年美國人口普查的數據，雷德菲爾德的面積為3.63平方千米，當中陸地面積為3.63平方千米，而水域面積為0.00平方千米。當地共有人口835人，而人口密度為每平方千米230人。